# 송병조
송병조(宋秉祚, 1877년 12월 23일 - 1942년 2월 25일)는 일제강점기의 독립운동가이다. 임시의정원 부의장과 의장, 임시정부 국무위원 등을 지냈으며, 임시정부가 존폐의 위기에 갈렸을 때 김구 등과 함께 임시정부를 사수하였다. 호는 신암(新巖). 1963년 건국훈장 독립장이 추서되었다.
김구는 백범일지에서 그의 죽음을 애통해한다고 밝혔으나, 그는 김구와 사이가 좋지 않았다.

## 생애
1926년 2월 18일 여운형(呂運亨)의 사퇴로 임시의정원 부의장에 선출되었고, 1926년 8월 18일에는 최창식(崔昌植)의 후임으로 임시의정원 의장에 선임되었다. 8월 18일 임시정부 국무위원에도 선출되어 의정원 의장과 임정 국무위원직을 겸직, 활동하였다.
평소 김구 일파와 사이가 좋지 않던 그는 김구 일파의 움직임을 알지 못했고, 김구 역시 그의 움직임을 서로 알지 못했다. 김구와 대립하고 있던 송병조 일파는 김구가 아나키스트들을 사주하여 테러를 자행하게 한 것으로 파악하였다.
1935년 임정 국무위원 중 민족유일당 운동을 하겠다 하여 양기탁(梁起鐸)·유동열(柳東說)·김규식(金奎植)·조소앙(趙素昻)·최동오(崔東旿) 등이 국무위원직을 사직, 통일당에 참가하여 임시정부 정통의 맥을 유지하기가 매우 힘든 처지에 놓이게 되었으나 그는 김구, 차리석과 같이 임시정부 사수를 주장하며 임시정부를 유지하였다.
1939년 10월 치장에서 국무위원을 재선출할 때 차이석·이동녕(李東寧), 김구(金九), 홍진(洪震), 조완구(趙琬九), 조소앙, 지청천(池靑天) 등과 함께 다시 임시정부 국무위원에 선출되었다.
1940년 임시정부가 충칭(重慶)으로 이전하고 제4차개헌을 통하여 주석지도체제(主席指導體制)로 변경할 때 역시 국무위원에 재선되었다.

## 같이 보기
- 대한민국임시정부
- 김구
- 김규식
- 박찬익
- 안창호
- 이승만
- 이동녕
- 양기탁
- 유동렬
- 조성환
- 차이석
- 최동오
- 홍진